# 灰長臂猿
灰長臂猿，為靈長目長臂猿科下的一個物種。

## 分類學
此前，西部灰長臂猿及東部灰長臂猿被認為與灰長臂猿為同種，但近年來更多研究顯示三者均為獨立的物種，而IUCN紅色名錄與美國哺乳動物學學會也同意這樣的研究分析結果。

## 描述
與其他長臂猿不同的是，灰長臂猿在毛色上並沒有呈現兩性異形，無論是雌性或雄性個體毛色均呈灰至棕色，臉周遭則具有較偏白色的毛髮，而頭頂毛色較深。牠們的體重約為4至8（8.8至17.6磅），屬於體型較小的長臂猿物種。

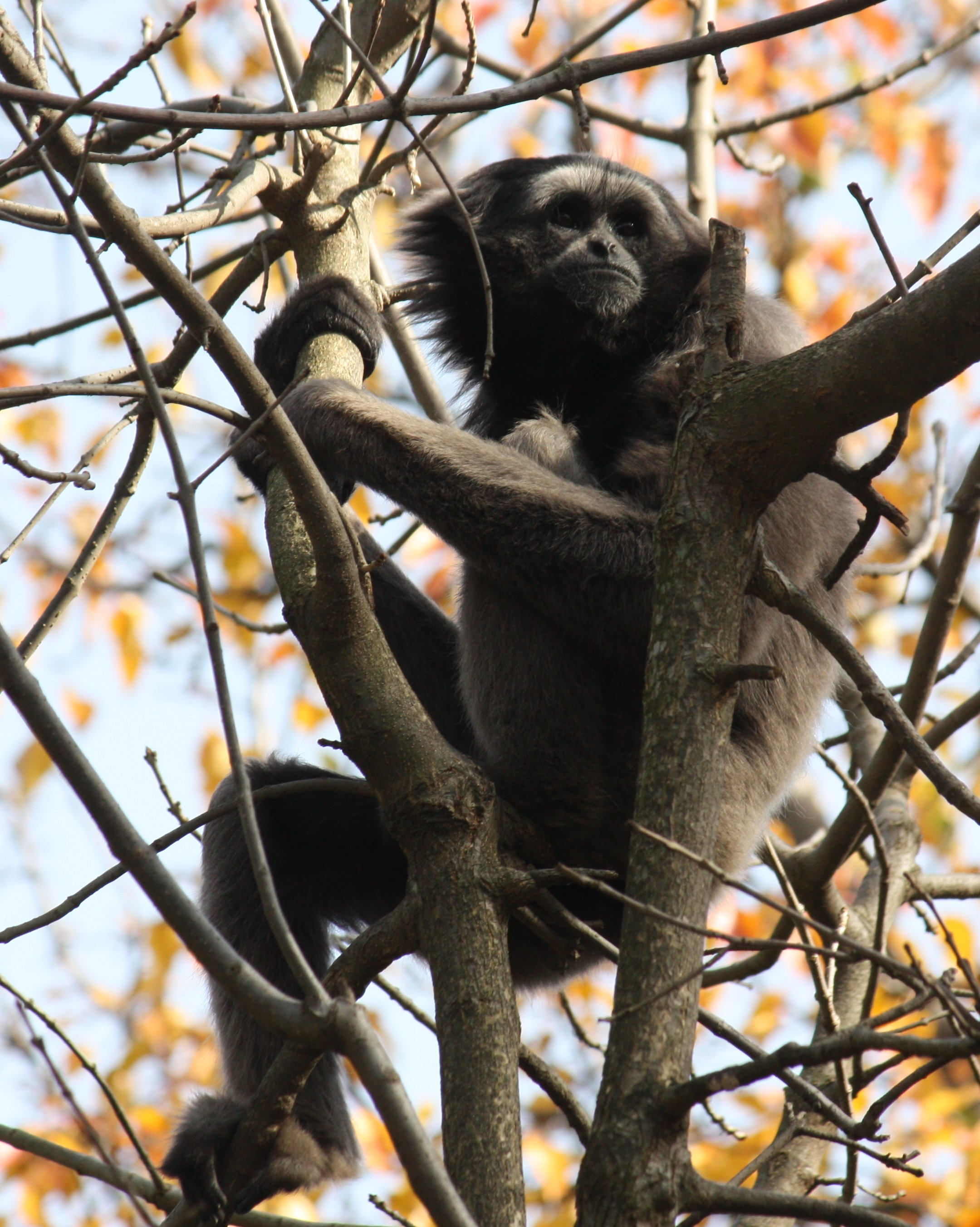
人工飼養個體

## 分布與棲息地
灰長臂猿為婆羅洲加里曼丹的特有種，棲息於島嶼的東南部，分布於巴里托河向東及馬哈坎河以南。

## 行為
灰長臂猿為棲息於雨林內的晝行性物種，主要以水果為食，具有與其他長臂猿一樣的長手臂，可於樹木間擺盪。雄性與雌性個體會成對生活，並透過大聲吼叫來威嚇入侵到領地的其他個體；目前仍未完全能理解牠們的生育行為，但推測可能與其他長臂猿物種大同小異。

## 外部連結
- Image of Grey gibbon
- Müller's Bornean Gibbon photos
- Müller's Bornean Gibbon songs （页面存档备份，存于）
- Gibbon Conservation Center （页面存档备份，存于）
- Müller's Bornean Gibbon （页面存档备份，存于） at Animal Diversity Web